# Amstel Gold Race 2008
43. edycja Amstel Gold Race odbyła się 20 kwietnia 2008 roku. Trasa wyścigu liczyła 257,4 km ze startem w holenderskim Maastricht i metą w  Valkenburgu. 

## Wyniki
| M-ce | Imię i nazwisko       | Kraj       | Drużyna          | Czas                       |
| ---- | --------------------- | ---------- | ---------------- | -------------------------- |
| 1.   | Damiano Cunego        | Włochy     | Lampre           | 6h 35min 29s (39,051 km/h) |
| 2.   | Fränk Schleck         | Luksemburg | Team CSC         | s.t.                       |
| 3.   | Alejandro Valverde    | Hiszpania  | Caisse d’Epargne | + 0.02                     |
| 4.   | Davide Rebellin       | Włochy     | Gerolsteiner     | + 0.02                     |
| 5.   | Thomas Dekker         | Holandia   | Rabobank         | + 0.06                     |
| 6.   | Christian Pfannberger | Austria    | Barloworld       | + 0.14                     |
| 7.   | Siergiej Iwanow       | Rosja      | Team Astana      | + 0.18                     |
| 8.   | Joaquim Rodriguez     | Hiszpania  | Caisse d’Epargne | + 0.23                     |
| 9.   | Karsten Kroon         | Holandia   | Team CSC         | + 0.27                     |
| 10.  | Jérôme Pineau         | Francja    | Bouygues Telecom | + 0.45                     |